# Ohel
L'Ohel (en hebreu: אהל) és una estructura que protegeix les tombes del Rebe de Habad Lubavitx, el Rabí Menachem Mendel Schneerson (1880-1950) i el seu sogre, el Rabí Yosef Yitzchak Schneerson (1902-1994).
L'Ohel es troba en el cementiri de Montefiore, en el barri de Queens, en la ciutat de Nova York, en els Estats Units. A l'Ohel són enterrats els dos darrers líders de la dinastia hassídica de Habad Lubavitx. L'Ohel és un indret de pelegrinatge, que és visitat anualment per milers de persones, normalment jueus hassídics del moviment Habad.

## Galeria d'imatges

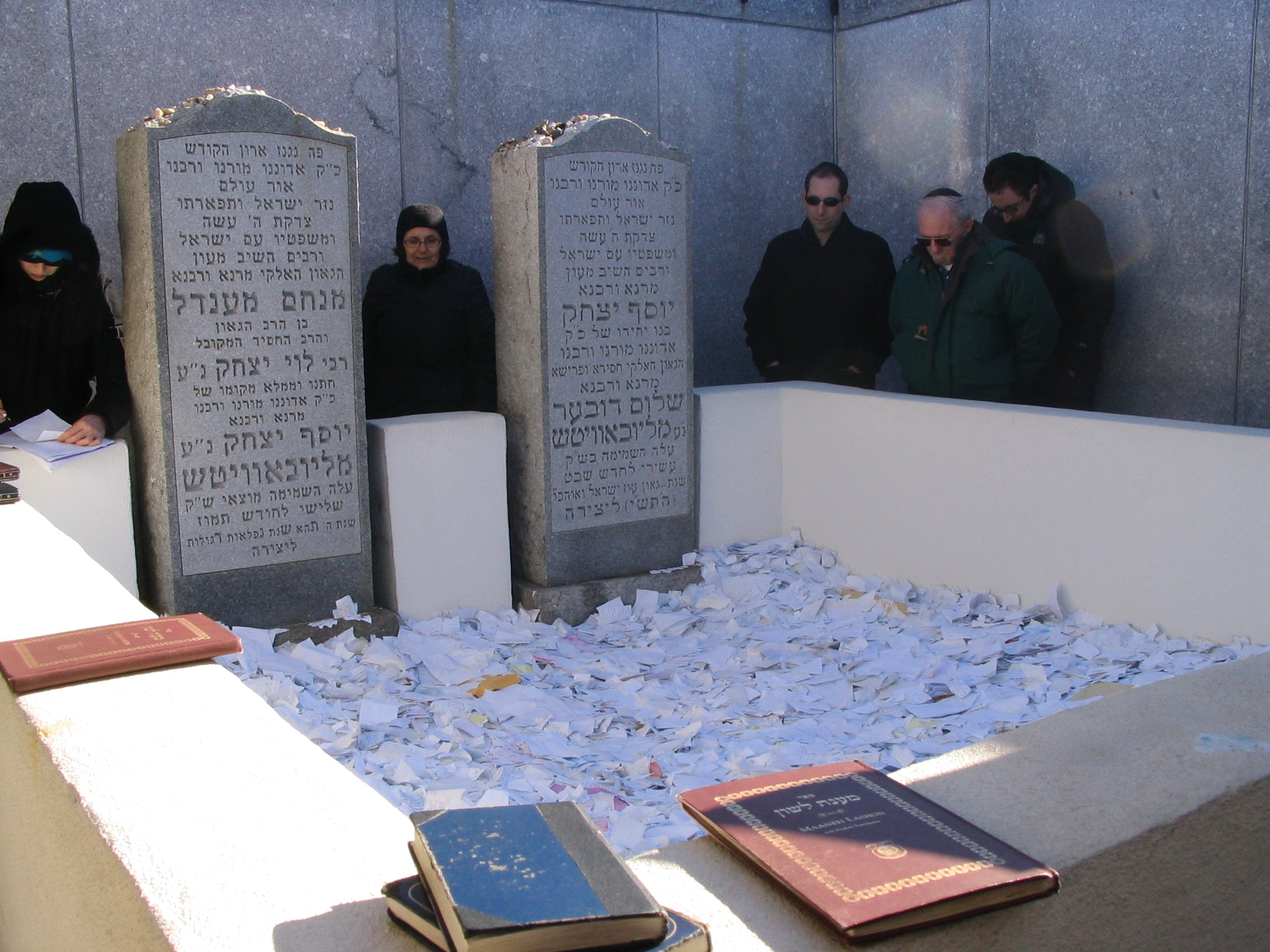
Vista interior.
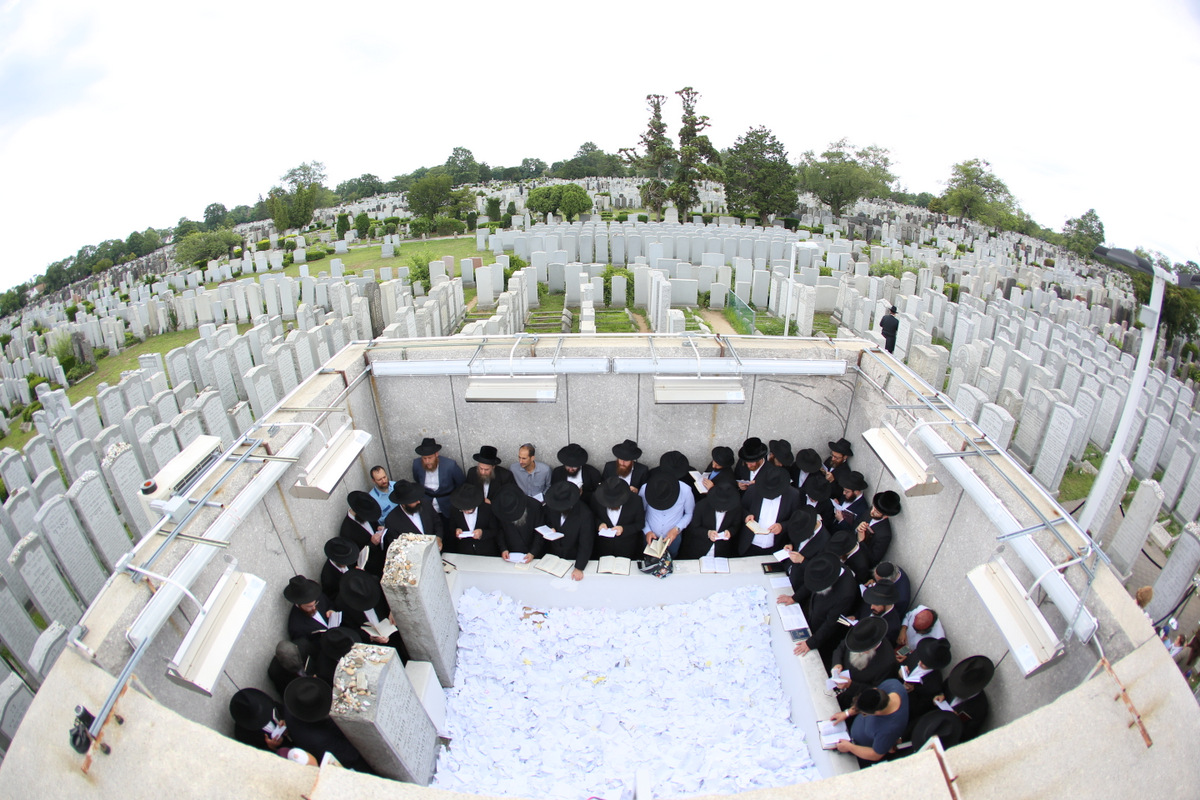
Vista aèria.